# Psychotria arborea
Espèce
Synonymes
- Uragoga arborea (Hiern) Kuntze[1]

Psychotria arborea Hiern est une espèce d'arbrisseaux de la famille des Rubiacées et du genre Psychotria, présente au Cameroun et au Nigeria.